# Đảo trang

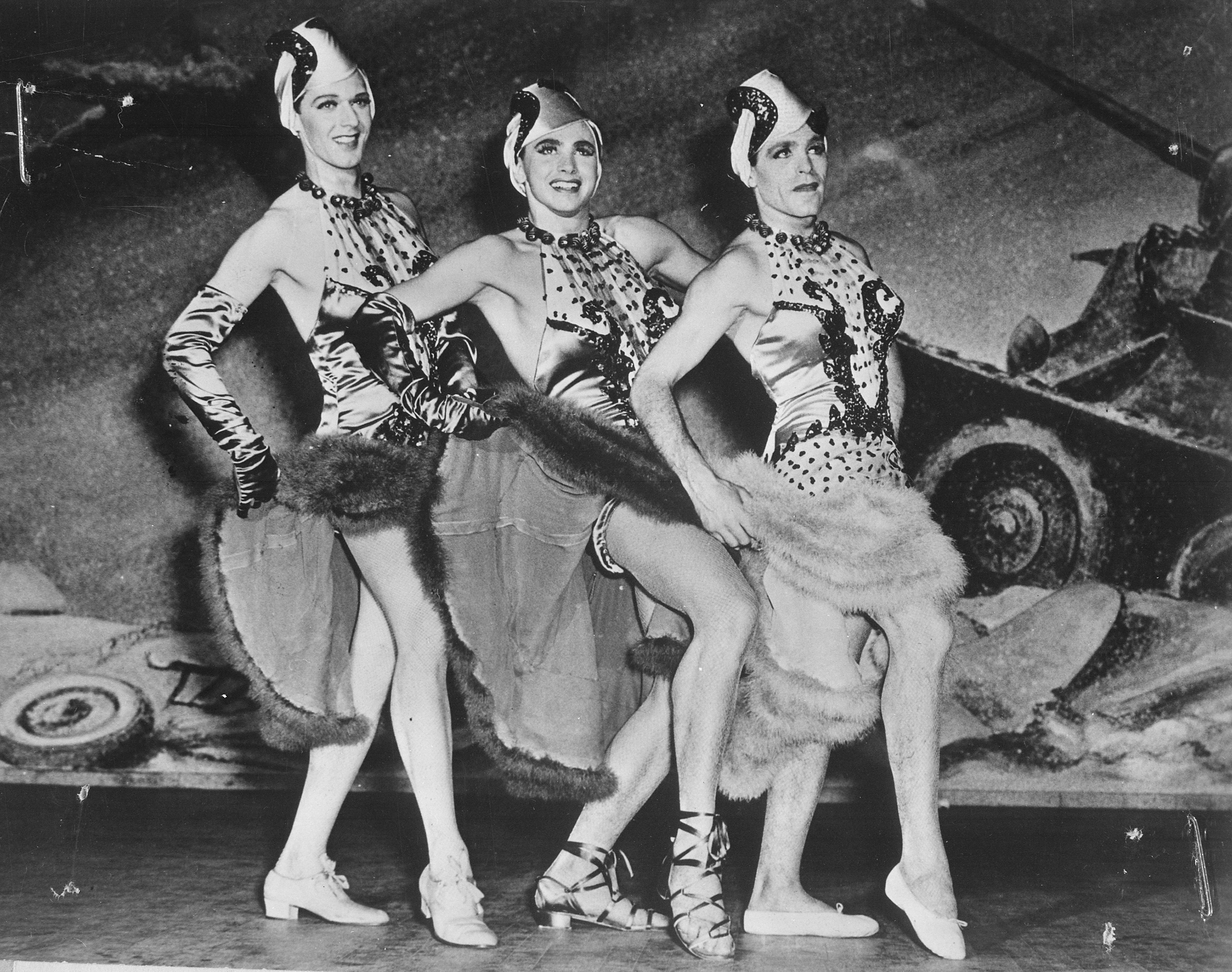
Màn trình diễn "This is the Army, Mr Jones" của Irving Berlin được phụ đạo bởi những người nam mặc trang phục nữ. (1942)

Đảo trang là hành động mặc các trang phục và phụ kiện mà được xã hội cho là của người khác giới. Đảo trang được sử dụng với nhiều mục đích khác nhau như để ngụy trang, vì sở thích hay là một cách thể hiện bản thân trong thời hiện đại và xuyên suốt lịch sử.
Khái niệm đảo trang chỉ một hành động, một hành vi mà không ngụ ý gán bất kỳ nguyên nhân cụ thể của hành vi đó. Thường có các giả định rằng đảo trang là một cách thể hiện bản thân của người chuyển giới hay đồng tính, nhưng thực chất, khái niệm này không ám chỉ điều đó.
Theo như phỏng vấn những người nam thích mặc trang phục nữ thì đa số họ cho rằng mặc trang phục khác giới chỉ là sở thích, ngoài ra giới tính họ không bị lệch lạc, cũng như người nam mặc trang phục nữ chỉ có tình cảm với nữ, và ngược lại. Những trường hợp mặc trang phục khác giới và có tình cảm với đồng giới thì gọi là đồng tính.